# 绛帐站
绛帐站是一个陇海线上的铁路车站，位于陕西省宝鸡市扶风县绛帐镇，建于1936年，目前为四等站，邮政编码为722205。目前客运：办理旅客乘降，曾于2004年4月24日停办客运业务，2022年11月10日恢复客运业务；行李、包裹托运；货运：办理整车、零担货物发到；不办理整车爆炸品及一级氧化剂发到。